# كيري بارتليت
كيري بارتليت (بالإنجليزية: Kerry Bartlett)‏ هو سياسي أسترالي، ولد في 15 أبريل 1949 بسيدني في أستراليا. حزبياً، نشط في الحزب الليبرالي الأسترالي. وقد انتخب عضو مجلس النواب الأسترالي عن دائرة Division of Macquarie ‏ (2 مارس 1996 – 24 نوفمبر 2007).